# Panayis Vagliano

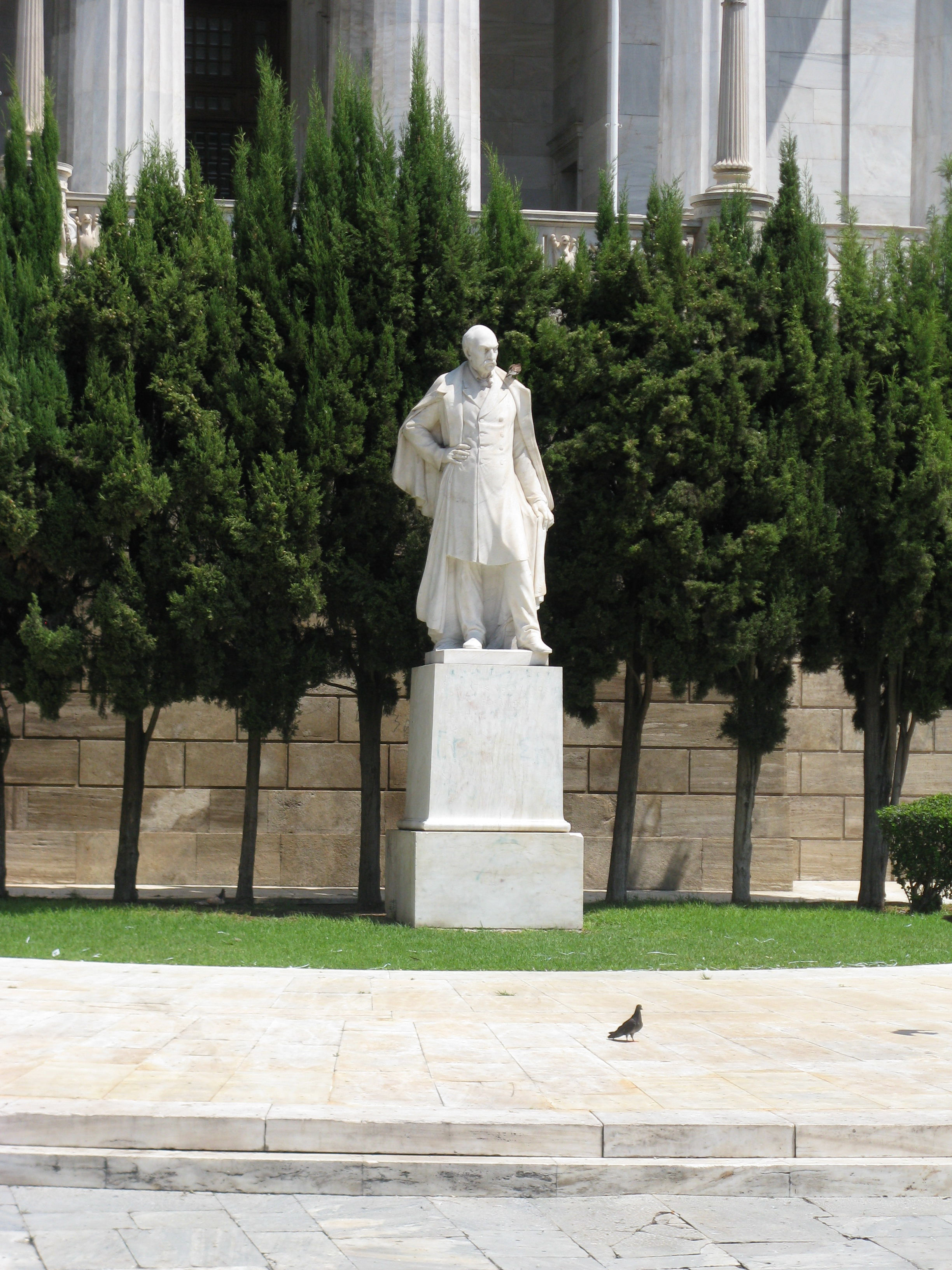
Statue von Georgios Bonanos

Panayis Athanase Vagliano (griechisch Παναγής Αθανασίου Βαλλιάνος Panagis Athanasiou Vallianos, * 1814 in Keramies, Kefalonia; † 1902) war ein griechischer Reeder und Mäzen.

## Leben
Panayis folgte seinen Brüdern Marinos und Andreas nach Russland, wo diese während des Krimkrieges die Reederei Vagliano Bros. gegründet hatten und auch im Weizenhandel tätig waren. Nach dem Krieg hatte das Geschäft an Marge eingebüßt und Panayis zog nach London, von wo er Kontakt mit seinen Brüdern in Russland hielt, jedoch künftig selbstständig eine Reederei betrieb.
Panayis Vagliano starb 1902 in London, wo er in einem Mausoleum beigesetzt wurde, das dem Turm der Winde in Athen nachempfunden ist und heute als Grade II unter Denkmalschutz steht. Sein gesamtes Vermögen stiftete er dem griechischen Staat, ein Großteil davon wurde für die Griechische Nationalbibliothek aufgewendet.
Der Bildhauer Georgios Bonanos gestaltete eine Statue von Vagliano, die vor der Nationalbibliothek aufgestellt wurde.